# Leonid Gofshtein
Leonid Gofshtein (conocido también por su nombre hebreo Zvulon Gofshtein en hebreo: זבולון גופשטיין‎ 21 de abril de 1953-25 de diciembre de 2015) fue un ajedrecista Gran Maestro Internacional israelí. Emigró de la República Socialista Soviética de Ucrania a Israel en 1990.
En 1999 empató por los puestos 1º–5º con Mijaíl Gurévich, Aleksandar Berelovich, Sergei Tiviakov y Rustam Kasimdzhanov en el Abierto del tornei Internacional de Hoogeveen. En 2000 acabó segundo en el Torneo Internacional de Tel Aviv y empató por los puestos 2º a 6º con Roman Slobodjan, Ventzislav Inkiov, Giorgi Bagaturov y Stefan Djuric en el Festival Arco de Ajedrez. En 2004 empató por los puestos 1º y 3º con Michael Roiz y Evgeniy Najer en el Festival de Ajedrez de Ashdod. En 2006, empató por los puestos 2º a 5º con Slavko Cicak, José González García y Josep Manuel Lopez Martinez en el VIII Abierto de Sants.
Jugó por Israel en las Olimpiada de ajedrez de Manila. En mayo de 2010, su puesto en la lista FIDE era del 2537.